# Австрало-Антарктическое поднятие
Австра́ло-Антаркти́ческое подня́тие — поднятие дна в юго-восточной части Индийского океана между 80 и 160° восточной долготы. Соединяет Центральноиндийский хребет и Южно-Тихоокеанское поднятие. Вместе с Восточно-Индийским хребтом образует границы восточной части Австрало-Азиатского сегмента ложа Индийского океана.
Протяжённость Австрало-Антарктического поднятия 6000–6500 км, средняя ширина 500—550 км, максимальная ширина 1000 км. Наименьшая глубина над гребнем — 1145 м. В восточной части поднятия находятся наиболее высокие отметки дна (1648 и 1689 м). Рельеф поднятия в основном холмистый и низкогорный. Поверхность покрыта главным образом известковистыми алевритово-глинистыми илами.

## Границы
Западный конец поднятия находится в районе островов Амстердам и Сен-Поль. Там оно, поворачивая на север, переходит в Центральноиндийский хребет. Отделено от него разломом Амстердам. В англоязычной и некоторой русскоязычной литературе это поднятие и этот хребет рассматривают вместе, объединяя под названием «Юго-Восточный Индийский хребет» (Southeast Indian Ridge). На востоке Австрало-Антарктическое поднятие кончается тройной точкой Маккуори (62° ю. ш. 160° в. д.), где соединяется с хребтом Маккуори и Южно-Тихоокеанским поднятием.

## Морфология
На западном конце поднятия — в районе плато Амстердам — оно практически не имеет рифтовой долины. Восточнее мелкая долина появляется, но около 82° в. д. её сменяет возвышенность (появление которой объясняют влиянием горячей точки Кергелен). Далее на восток оно опять сменяется рифтовыми долинами возрастающей глубины. В пределах Австрало-Антарктического дискорданса эта долина довольно глубокая, но на его восточном краю она резко сменяется возвышенностью, которая тянется до восточного конца Австрало-Антарктического поднятия.

## Спрединг
Спрединг на Австрало-Антарктическом поднятии происходит со средней для срединно-океанических хребтов скоростью. На западном конце поднятия она минимальна: 6,8 см/год. К востоку скорость растёт, достигая максимума (7,56 см/год) около 114° в. д., а дальше медленно падает. В связи с этим на поднятии есть и формы рельефа, характерные для быстро раздвигающихся хребтов, и присущие медленно раздвигающимся хребтам, и участки промежуточной морфологии. В частности, местами присутствуют рифтовые долины (объекты, характерные для зон медленного спрединга), но на большей части длины поднятия их нет.